# Frisbee

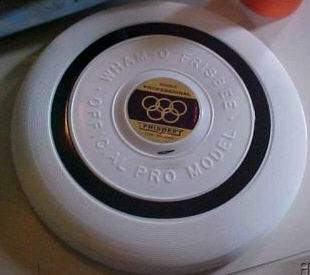
Professionele frisbee

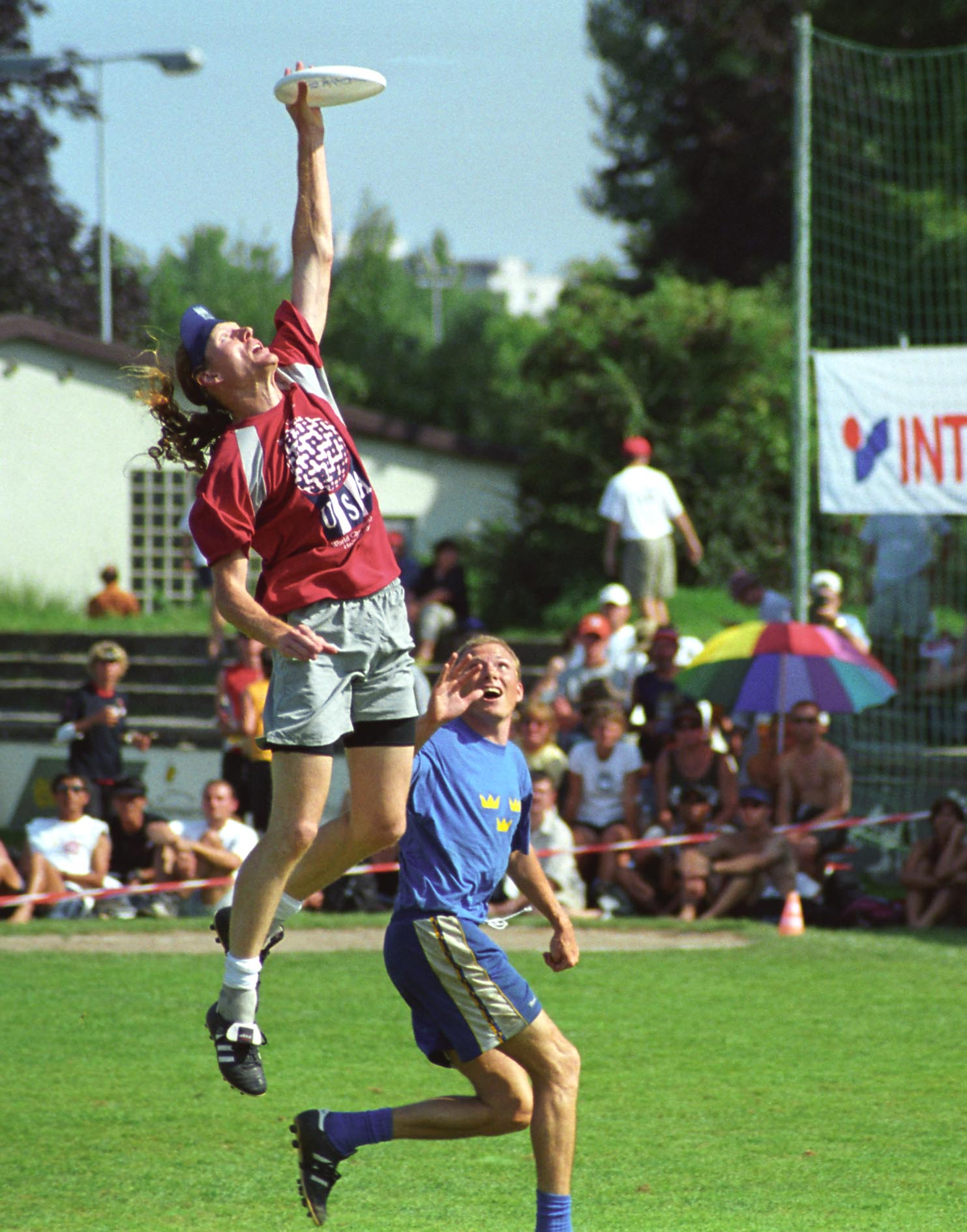
Ultimate frisbee-wedstrijd. Foto: René Westenberg, Nederlandse Frisbee Bond, 2004.

Frisbee is een handelsmerk van het speelgoedbedrijf Wham-O, maar de merknaam wordt gebruikt voor alle soortgelijke vliegende schijven (zie merkverwatering). Frisbees zijn gewoonlijk uitgevoerd in plastic, hebben een diameter van ongeveer 20 tot 30 cm en een boord. Ze zijn ontworpen om aerodynamisch te vliegen en rond te draaien wanneer ze gegooid worden. Ze kunnen met de hand worden gevangen. De eerste frisbee werd geproduceerd op 13 januari 1957. Het wereldrecord van de verst gegooide frisbee bedraagt 338 meter en werd op 28 maart 2016 gegooid door de Amerikaan David Wiggins Jr.

## Vorm en kwaliteit
De vorm en kwaliteit van frisbees loopt sterk uiteen. Een frisbee van goede kwaliteit vliegt makkelijk veel verder dan een goedkope frisbee. De schijven voor diskgolf (een frisbeevariant van golf) zijn meestal kleiner in diameter en speciaal ontworpen, bijvoorbeeld voor stabiel of ver vliegen.
Toen ontdekt werd dat honden graag de traag vliegende schijven vangen werden er speciale frisbees ontworpen van buigzaam materiaal waardoor de frisbee minder schade oploopt. Dit leidde tot zogenaamde Disc dog-wedstrijden, waarbij honden als vangers tegen elkaar uitkomen.
Veel frisbee-achtige schijven (aerofoils, vleugelprofielen) hebben een groot gat in het midden en vliegen aanmerkelijk verder. Er bestaan frisbees van fosforescerend plastic of met ledjes die licht geven. Andere speciale frisbees maken tijdens de vlucht een fluitend geluid. Voor gebruik binnen, bijvoorbeeld in een gymzaal of sporthal bestaan er ook frisbees die zijn gemaakt van schuimrubber. Hiermee kan in de zaal worden gegooid zonder het risico dat er ruiten sneuvelen.

## Geschiedenis
De Flying-Saucer (vliegende schotel) werd in 1948 uitgevonden door Walter Frederick Morrison en mede ontwikkeld en gefinancierd door Warren Franscioni. Dit model was geen succes. Maar de rechten op een later model, eveneens gemaakt door Morrison in 1955 en verkocht als Pluto Platter, werden in 1957 gekocht door Wham-O, die het in 1958 herdoopte tot Frisbee. Dit was een (mogelijk bewust) verkeerde spelling van de naam van de bakkerij Frisbie Pie uit Bridgeport (Connecticut). De aluminium taartvormen van deze winkel werden door studenten van Yale gebruikt om over te gooien, te frisbeeën. Dit was in feite de uitvinding van de frisbee.

## Natuurkundige achtergrond

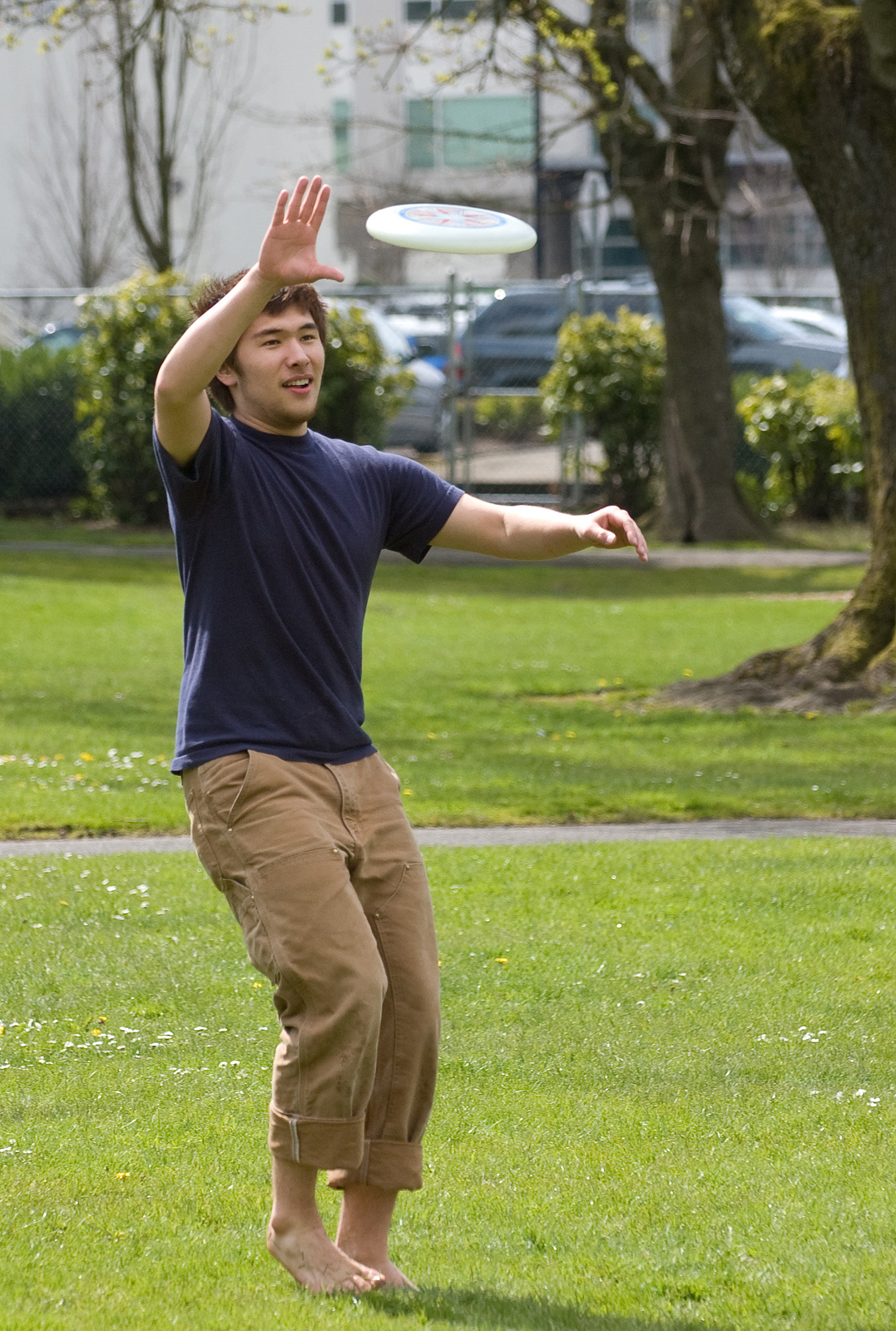
Speler pakt een schijf

De liftkracht op een frisbee wordt op dezelfde manier opgewekt als bij een gewoon asymmetrisch vleugelprofiel, namelijk door een verschil in kracht op onder- en bovenkant. Wind is niet nodig. Ribbels aan de voorrand veroorzaken turbulentie zodat remmende loslating van de luchtstroom voorkomen wordt.
De vliegende schijf ondervindt door draaiing een verticaal stabiliserend impulsmoment op zijn stand in de ruimte, net als een gyroscoop. Afhankelijk van de vorm van de dwarsdoorsnede kan de liftkracht op de voor- en achterkant van de schijf verschillen. Als de schijf niet draaide zou hij kantelen door stampen, maar de draaiing geeft een precessie-beweging, die de schijf in zijn vlucht naar links of rechts zou laten afbuigen.
De meeste schijven zijn zo ontworpen dat rollen gecompenseerd wordt voor een groot bereik aan snelheden en draaisnelheden. Toch zijn vele schijven expres onstabiel zodat ze pas bij hogere draaisnelheden stabiel worden.
Een kleine deuk of vervorming in een schijf (in het Engels een zogenaamde "taco" omdat de schijf op een Mexicaanse tortilla kan gaan lijken) leidt al tot vroegtijdig neerstorten. Een vervorming kan achterhaald worden door de schijf op ooghoogte langzaam te draaien.

## Frisbeespellen
Verschillende spellen zijn op de frisbee gebaseerd:
- Ultimate
- Guts
- Diskgolf: frisbeevariant van golf
- Freestyle
- KanJam

Sinds 2006 organiseert de Europese Ultimate Federatie elk jaar de Championship Series. De nationale federaties vaardigen hun beste clubs af naar de vijf Regionals eind augustus, waar per Europese regio de beste 12 tot 16 teams bijeenkomen in de categorieën Open (heren), Dames en Mixed. Daarvan mogen in totaal de beste 24/12/12 clubs uitkomen tijdens de Finals, het toppunt van het seizoen vroeg in oktober. De laatste jaren waren vooral het Londense Clapham, Skogshyddan uit Göteborg en Flying Angels uit Bern toonaangevend bij deze European Ultimate Championships Series, naast het Londense Iceni bij de Dames.
Sinds 2015 heeft Ultimate Frisbee een olympische status gekregen van het IOC.

## Media
In de sciencefictionfilms Tron (1982) en Tron: Legacy (2010) worden frisbees als wapens gebruikt.